# Данова, Джанкарло
Джанка́рло Данова (итал. Giancarlo Danova; 18 ноября 1938, Сесто-Сан-Джованни, Ломбардия — 15 июня 2014, Лоди, Ломбардия) — итальянский футболист и футбольный тренер, играл на позиции нападающего.

## Биография

### Игровая карьера
Начинал карьеру в клубе «Специя». В 1957 году перешёл в «Милан», но в течение некоторого времени играл за молодёжную команду. Дебютировал за «россонери» в Серии A 16 февраля 1958 года в матче против «Сампдории» — «Милан» выиграл тот матч со счётом 2:0 и Данова забил два гола. В составе «Милана» Данова выиграл два чемпионских титула, сыграл во всех турнирах 97 матчей и забил 52 гола. В период выступления за «Милан» играл за «Торино», в которой возвращался дважды.
В последующие годы играл за «Катанию» и «Аталанту». Затем по одному сезону играл в «Фиорентине» и «Мантове». Завершил карьеру в клубе «Оменья», за который играл в течение четырёх сезонов.

### Тренерская карьера
Работал главным тренером нескольких футбольных клубов, среди которых были «Парма», «Новара», СПАЛ и «Леньяно».

### Смерть
Скончался 15 июня 2014 года в возрасте 75 лет.

## Достижения
«Милан»
- Чемпион Италии (2) : 1958/59, 1961/62